# جون لانغدون داون
جون لانجدون هيدن داون (بالإنجليزية: John Langdon Down)‏ من مواليد الثامن عشر من نوفمبر/تشرين الثاني سنة 1828م. طبيب بريطاني اشتهر بوصفه للاضطراب الوراثي الشائع نسبيا ويسمى الآن متلازمة داون. توفي في السابع من أكتوبر/تشرين الأول سنة 1896م.

## مسيرته المهنية
دخل داون إلى مستشفى لندن الملكي كطالب عام 1853. وكان أحد أساتذته ويليام جون ليتل الذي شخص مرض الشلل المزدوج التشنجي. هنالك حصل على مرتبة الشرف والميداليات الذهبية وتأهل عام 1856م للدراسة في كلية الجراحين الملكية بإنجلترا. ومن أجل توفير المال أثناء وجوده في كلية الطب سكن مع أخته وزوجها، وفي تلك الفترة التقى بأخت زوجها، ماري كريلين، التي تزوجها لاحقًا في عام 1860. في عام 1858، تم تعيينه مشرفًا طبيًا على ملجأ إيرلسوود في المقاطعة الإنجليزية سري حيث عمل لمدة 10 سنوات.